# Hugo Wittig
C(K)arl Hugo Wittig (* 6. Februar 1833 in Gera; † im 19. oder 20. Jahrhundert) war ein deutscher Jurist und Politiker.

## Leben
Wittig war der Sohn des Konsistorialrats Carl Ernst Wittig und dessen Ehefrau Charlotte Emilie geborene Kirsch. Er war evangelisch-lutherischer Konfession und blieb unverheiratet.
Wittig besuchte das Gymnasium Rutheneum in Gera und legte dort Ostern 1851 das Abitur ab. Danach studierte er Staats- und Rechtswissenschaften und wurde zum Dr. jur. promoviert. Danach war er Rechtskandidat in Gera, 1855 dort Notar und 1863 Advokat für das Fürstentum Reuß jüngerer Linie.
Von 1864 bis 1871 war er Mitglied des Gemeinderats der Stadt Gera. Vom 18. bis 20. Juni 1866 war er als Stellvertreter für Walther Reichard Mitglied im Landtag Reuß jüngerer Linie.